# Sindromul Laurence–Moon
Sindromul Laurence–Moon (SLM) este o afecțiune genetică rară autozomală recesivă  asociată cu retinita pigmentară, paraplegia spastică și cu dizabilitățile mintale. 

## Semne și simptome
Incapacitate intelectuală, hexadactie, diabet zaharat insipid, orbire (de obicei înaintea vârstei de 30 de ani, datorită degenerarii retinei centrale). 

## Genetică
SLM este moștenit într-o manieră recesivă autosomală.  Aceasta înseamnă că gena defectă responsabilă de tulburare este localizată pe un autosom și sunt necesare două copii ale genei defecte (una moștenită de la fiecare părinte) pentru a se naște cu tulburarea. Părinții unui individ cu o afecțiune recesivă autosomală ambii poartă o copie a genei defecte, dar de obicei nu prezintă semne sau simptome ale tulburării. 

## Diagnostic
Sindromul s-a crezut inițial că are cinci caracteristici cardinale (și recent a fost adăugat un al șaselea), pe baza căruia a fost elaborat un criteriu de diagnostic: 4 trăsături primare sau 3 caracteristici primare și 2 caracteristici secundare trebuie să fie prezente. 
Caracteristicile principale sunt: 1. Polidactilie 2. Distrofia cu tije 3. Dizabilități de învățare 4. Obezitatea 5. Hipogonadism la bărbați 6. Anomalii renale 
În timp ce caracteristicile secundare sunt declarate ca fiind: 1. Tulburarea vorbirii și / sau întârzierea dezvoltării 2. Anomalii oftalmice, altele decât distrofia cu conuri de tijă (strabism, cataractă, astigmatism etc) 3. brahidactilie sau sindactilie 4. poliuriie și / sau polidipsie (diabet nefrogenic insipid) 5. Ataxia, coordonarea slabă, dezechilibrul 6. Spasticitate ușoară (în special membre inferioare) 7. Diabetul zaharat 8. Aglomerație dentară, hipodonție, rădăcini mici, palat arcuit înalt 9. Boli cardiace congenitale 10. Fibroza hepatică 

## Tratament
Aceast sindrom este incurabil. Cu toate acestea, tratamentul simptomatic este adesea asigurat. Pacienții cu SLM prezintă deseori ataxie, spasticitate și contracturi, limitându-și mișcările și activitățile zilnice. Prin urmare, este necesară o abordare multidisciplinară, inclusiv terapii fizice, consultări psihiatrice și oftalmogice, nutriție și alimentație echilibrată. Kinetoterapia are ca scop îmbunătățirea forței și abilității, folosind instrumente de asistență, cum ar fi bretele ortitice ale gleznei-picior, umflători care suportă greutatea și exerciții fizice regulate. 

## Nomenclatură
Este numit după medicii John Zachariah Laurence și Robert Charles Moon, care au furnizat prima descriere formală a afecțiunii într-o lucrare publicată în 1866.   În trecut, SLM a fost denumit și Laurence – Moon – Bardet – Biedl sau sindromul Laurence – Moon – Biedl – Bardet, dar sindromul Bardet – Biedl (BBS) este de obicei recunoscut ca o entitate separată.  
Progresele recente ale tipăririi genetice a variației fenotipice la pacienții diagnosticați clinic cu sindromul Bardet-Biedl (SBB)  sau cu sindromul Laurence-Moon (SLM) au pus sub semnul întrebării dacă SLM și SBB sunt genetic distincte. De exemplu, un studiu epidemiologic din 1999 asupra SBB și SLM a raportat că „proteinele SBB interacționează și sunt necesare pentru dezvoltarea multor organe”. „Doi pacienți, din cadrul studiului,  au fost diagnosticați clinic ca SLM, dar ambii au avut mutații într-o genă SBB. Deși în ciuda caracteristicilor relativ diferite ale celor două sindroame, populație nu acceptă ideea că SBB și SLM sunt distincte. "  Un document mai recent din 2005 sugerează că cele două condiții nu sunt distincte. 